# Acanthogyrus sircari
Acanthogyrus sircari är en hakmaskart som först beskrevs av Podder 1941.  Acanthogyrus sircari ingår i släktet Acanthogyrus och familjen Quadrigyridae. Inga underarter finns listade i Catalogue of Life.